# Сигово (Кичменгско-Городецкий район)
Сигово — деревня в Кичменгско-Городецком районе Вологодской области.
Входит в состав Кичменгского сельского поселения (с 1 января 2006 года по 1 апреля 2013 года входила в Плосковское сельское поселение), с точки зрения административно-территориального деления — в Плосковский сельсовет.
Расстояние до районного центра Кичменгского Городка по автодороге составляет 18 км. Ближайшие населённые пункты — Плоская, Косково, Косково.
Население по данным переписи 2002 года — 54 человека (26 мужчин, 28 женщин). Всё население — русские.